# Бији Беркло
Бији Беркло (фр. Billy-Berclau) насеље је и општина у североисточној Француској у региону Север-Па д Кале, у департману Па де Кале која припада префектури Béthune.
По подацима из 2011. године у општини је живело 4.433 становника, а густина насељености је износила 598,25 становника/km². Општина се простире на површини од 7,41 km². Налази се на средњој надморској висини од 24 метара (максималној 27 m, а минималној 17 m).

## Демографија
| 1962. | 1968. | 1975. | 1982. | 1990. | 1999. | 2011. |
| ----- | ----- | ----- | ----- | ----- | ----- | ----- |
| 2.963 | 2.979 | 3.164 | 3.579 | 4.149 | 4.259 | 4.433 |

График промене броја становника у току последњих година